# Chat orné
Felis silvestris ornata
Sous-espèce
Le Chat orné ou Chat sauvage asiatique (Felis silvestris ornata) est une sous-espèce de chat sauvage d'Asie appartenant à la famille des Félidés. C'est une sous-espèce de Felis silvestris qui n'est pas reconnue par tous les auteurs.
On le trouve à l'est de la mer Caspienne, au nord du Kazakhstan, à l'ouest de l'Inde et de la Chine et dans le sud de la Mongolie. Il n'y a pour l'instant pas de données démographiques fiables au sujet de cette espèce, mais il est probable que la population soit en déclin.

## Description
Le Chat orné a une longue queue qui va en s'affinant jusqu'au bout noir, avec des points à la base. Le front présente un quatre larges rayures noires. une petite touffe de poils d'environ 1 cm orne la pointe des oreilles. Des races plus pâles de chat orné vivent dans les régions les plus arides, et les races plus sombres qui ont aussi plus de taches se trouvent dans les régions boisées plus humides. La gorge et le ventre sont pâles, allant du gris clair à la couleur crème, souvent avec des taches plus blanches relativement distinctes. La fourrure est en général assez rase, mais la longueur des poils peut varier en fonction de l'âge de l'animal et de la saison. En comparaison avec les chats domestiques, le Chat orné a souvent les pattes plus longues, et les mâles sont plus lourds que les femelles. En comparaison avec le chat sauvage européen, il est de plus petite taille, ne mesurant sans la queue que de 40 à 50 cm et son pelage n'est pas rayé mais tacheté de points noirs.

Au Pakistan et en Inde, les chats ornés ont une fourrure couleur sable, ornée de petites taches qui ont tendance à s'aligner le long du dos et des flancs. Les chats d'Asie centrale ont une couleur jaune plus tournée vers le gris, voire le rouge, tachetée de noir ou de marron-rouge. Il arrive que les taches soient fusionnées en rayures, en particulier dans les régions à l'est des Monts Tian.
Leur poids peut varier de 3 à 4 kilogrammes (6,6 à 8,8 livres).

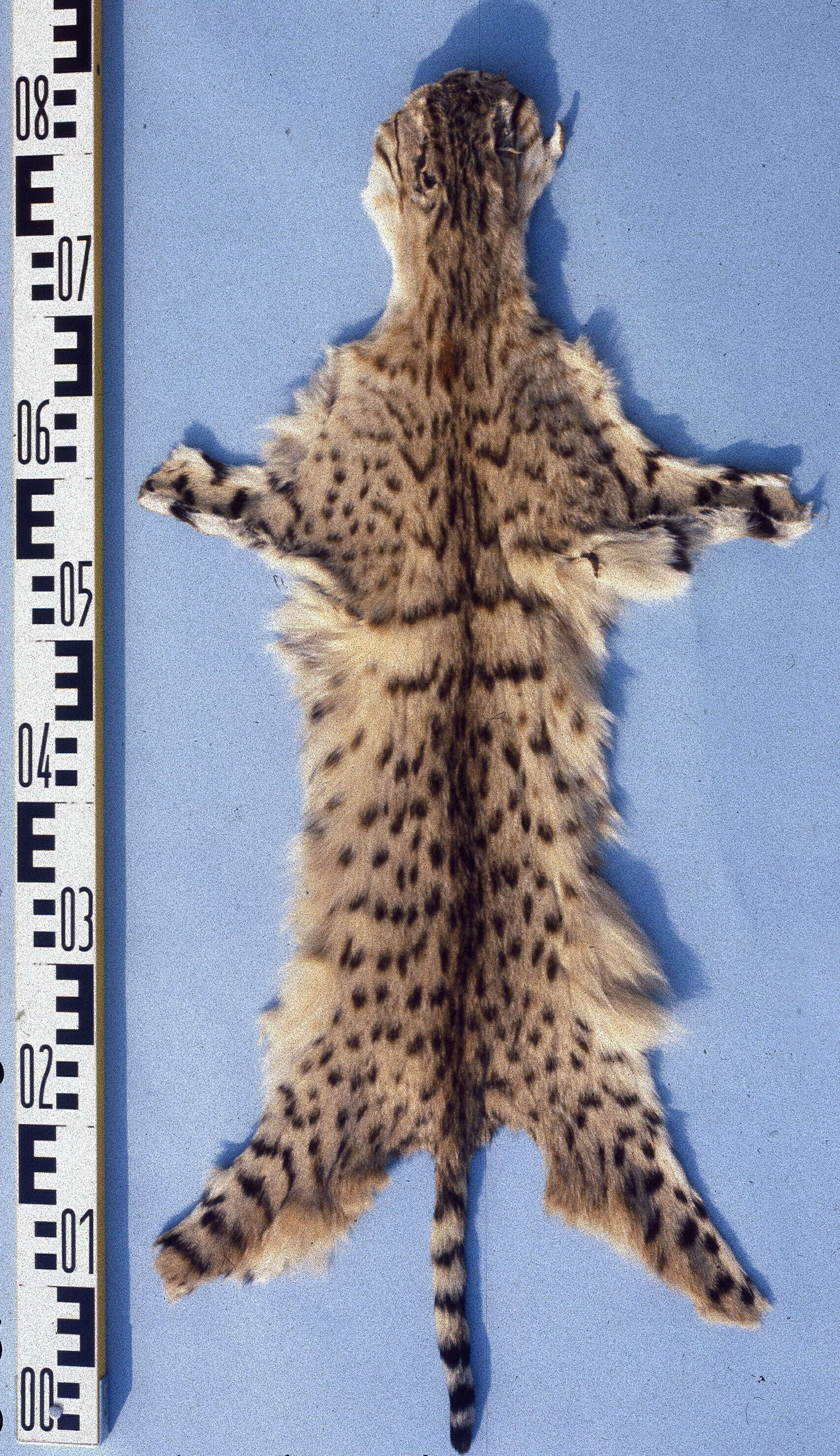
Peau tannée du Chat orné

## Répartition géographique et habitat

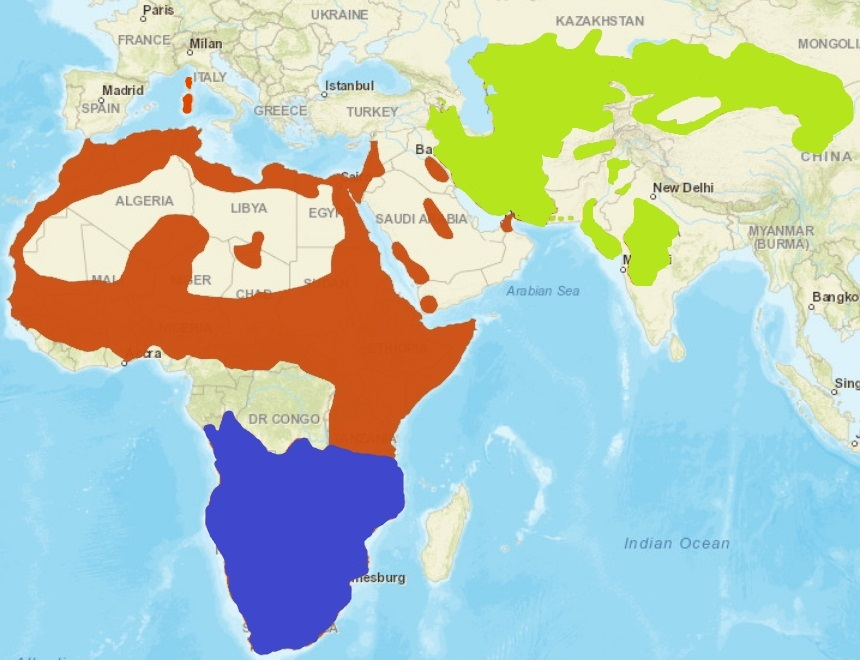
En vert, aire de répartition du chat sauvage asiatique

Le Caucase est la région de transition entre le chat sauvage européen au nord et à l'est, et le chat orné au sud et à l'est. Dans cette région, les chats sauvages européens se trouvent dans les forêts sur les montagnes, et les chats ornés sont plutôt dans les déserts près de la mer Caspienne. On les trouve en général près des sources d'eau, mais ils peuvent vivre également dans les régions désertiques tout au long de l'année. Ils vivent entre 2000 et 3 000 mètres d'altitude dans ces montagnes. En hiver, la neige délimite leur territoire.

## Comportement
On les observe le plus fréquemment durant la journée. Ils utilisent beaucoup les terriers et crevasses creusés par d'autres animaux.

Au sein des régions désertiques de l'ouest du Rajasthan, ils mangent principalement des gerbilles, mais chassent aussi les lièvres, rats et les oiseaux dont ils mangent les œufs. Il est plus rare de les observer attaquer des reptiles tels que les serpents et les geckos, ainsi que les scorpions et les scarabées.

## Menaces
Les femelles s'accouplent souvent avec les chats domestiques mâles, et de jeunes hybrides sont fréquents près des villages où les femelles sauvages vivent.  En Afghanistan les chats ornés ont été longtemps chassés, et en 1977 plus de 1200 articles à base de fourrure de chat orné se trouvaient en vente sur les bazars de Kaboul.